# 事件狩り
事件狩り（じけんがり）とは1974年4月3日から1974年9月18日まで、毎週水曜日の20:00 - 20:54にTBS系列で放送したテレビドラマ。大映テレビ・TBS制作で全14話放送された。

## 内容
毎回、刑事事件の被告人の担当弁護士になった大山竜介（演・石立鉄男）が、事件の調査の末、法廷内で罠をしかけ、真犯人をあぶりだす物語。
主人公の竜介は孤児院育ちのニヒルな荒くれ者で、凄みのあるべらんめえ口調で恫喝し、裁判で判明した真犯人に対し凄惨なまでの暴力を振るうなど弁護士とは思えない行動や言動が目立ち、自ら率いる大山法律事務所の部下に対しても厳しく人使いが荒い。
しかし、自分と同じ境遇の者たちが凶悪犯罪により虐げられるのを見過ごせず救いの手を差し伸べる優しさも持っている。

## 出演者
（弁護士側・大山竜介法律事務所）
- 大山竜介：石立鉄男
- 坂井秀夫：石橋正次
- 谷口六郎：鈴木ヒロミツ
- 時田武夫：中条静夫（経理担当）
- ニッキー：森田日記（事務・調査員）
- 山村聡

（検察側）
- 西条文彦：川津祐介

（その他）
- 黒木刑事：橋本功
- 裁判長：久米明
- 木島進介

- ナレーター：浦野光

## スタッフ
- 音楽：青山八郎
- プロデューサー：野添和子、春日千春、千原博司、原弘男
- 制作：大映テレビ株式会社 / TBS

## サブタイトル
| 話数 | 放送日         | サブタイトル                | 脚本              | 監督     | ゲスト出演者                                                                                        |
| ---- | -------------- | --------------------------- | ----------------- | -------- | --------------------------------------------------------------------------------------------------- |
| 1    | 1974年 4月3日  | なぜ死を急ぐ!若者たち       | 山浦弘靖 池田雄一 | 国原俊明 | 山口百恵、神山繁、仲谷昇、根岸明美、鈴木瑞穂、 織田あきら、北島マヤ、室田日出男、渥美国泰、小山武宏 |
| 2    | 1974年 4月17日 | ストーリーキングの女を見た! | 山浦弘靖          | 村山新治 | 鳥居恵子、赤木春恵、河原崎長一郎                                                                    |
| 3    | 1974年 5月1日  | 恋に生きよう!若者よ         | 藤森明            | 国原俊明 | 竹下景子、中尾彬、平泉成、三崎千恵子                                                                |
| 4    | 1974年 5月15日 | 夜明けのさよなら            | 山浦弘靖          | 土井茂   | 安西マリア、木内みどり、津川雅彦                                                                    |
| 5    | 1974年 5月22日 | さらば友よ……                | 山浦弘靖          | 国原俊明 | 宇津井健、高橋昌也、小池朝雄、岡本富士太                                                            |
| 6    | 1974年 6月5日  | 恋人たちに罠をかけろ!       | 山浦弘靖          | 村山新治 | 夏夕介、田島令子、富川澈夫、 梅津栄、富田仲次郎、新橋耐子、丹古母鬼馬二                             |
| 7    | 1974年 6月12日 | 魔がさした若い二人          | 池田雄一          | 土井茂   | 財津一郎、加藤嘉、三上真一郎、稲葉義男、中田勉、団巌                                                |
| 8    | 1974年 7月3日  | 誘拐されたビキニの娘        | 加瀬高之          | 国原俊明 | 長谷川明男、水沢アキ、柴俊夫、 田中明夫、高樹蓉子、東恵美子                                         |
| 9    | 1974年 7月17日 | 同棲時代の終わり            | 山浦弘靖          | 瀬川昌治 | 伊佐山ひろ子、石橋蓮司、大門正明、 初井言榮、内海敏彦、立原博                                       |
| 10   | 1974年 7月24日 | うそ                        | 池田雄一          | 国原俊明 | 北島マヤ、中条きよし、江原真二郎、 奈美悦子、内田喜郎、外山高士                                     |
| 11   | 1974年 8月14日 | ひと夏の経験                | 山浦弘靖          | 井上芳夫 | 山口百恵、三浦友和、佐々木剛、永野裕紀子                                                            |
| 12   | 1974年 8月28日 | 真実の愛は哀しく美しい      | 山浦弘靖          | 村山新治 | 水上竜子、森次晃嗣、風見章子、小林昭二、此島愛子                                                    |
| 13   | 1974年 9月4日  | 母の秘密                    | 加瀬高之          | 村山新治 | 市原悦子、内藤武敏                                                                                  |
| 14   | 1974年 9月18日 | 若者よ、別れの時がきた!     | 山浦弘靖          | 国原俊明 | 水野久美、岡崎二朗、水原マキ（水原まき）、 早川雄三、堀勝之祐                                       |

## 主題歌
- 「夜霧」（作詞：丹古晴己、作曲：五堂新太郎、編曲：斎藤恒夫、歌：石橋正次）発売元：クラウンレコード(CW-1421)

## 前後番組
| TBS系 水曜20時枠 【当番組よりドラマ枠】 | TBS系 水曜20時枠 【当番組よりドラマ枠】 | TBS系 水曜20時枠 【当番組よりドラマ枠】 |
| 前番組                                  | 番組名                                  | 次番組                                  |
| --------------------------------------- | --------------------------------------- | --------------------------------------- |
| 結婚への扉                              | 事件狩り                                | 夜明けの刑事                            |